# Joaquín Arcollas Cabezas
Arcollas  Cabezas est un nom espagnol. Le premier nom de famille, en général paternel, est Arcollas ; le second, en général maternel, souvent omis, est Cabezas.
Pour les articles homonymes, voir Cabezas.
Joaquín Arcollas Cabezas, connu sous le pseudonyme de Magarza, est un banderillero espagnol assassiné durant la guerre d'Espagne.

## Biographie

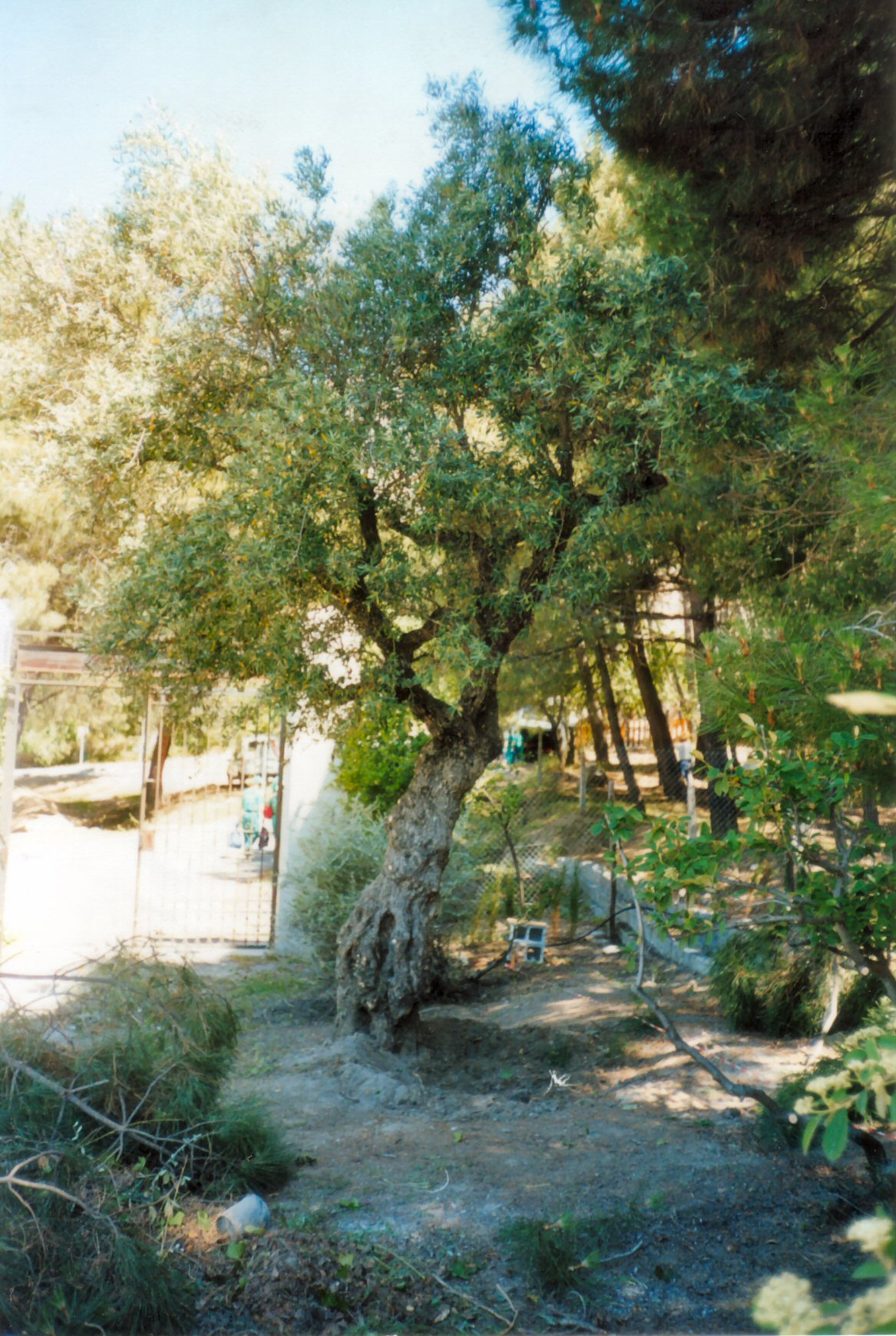
L'olivier où auraient été inhumés clandestinement les quatre fusillés, près de Viznar.

Joaquín Arcollas est originaire du quartier d'Albaicín, à Grenade.
Il est militant de la CNT et anime les réseaux d'Albaicín au début de la guerre.
Professionnellement, il est reconnu dans le monde de la tauromachie à Grenade dès le début du siècle.
Après le soulèvement militaire de 1936, il milite et s'engage pour la République avec son collègue Francisco Galadí.
Il est fusillé à Viznar, en Andalousie, avec son collègue, le banderillero Francisco Galadí Melgar, ainsi qu'avec le poète Federico García Lorca et le professeur Dióscoro Galindo González.